# (5372) Bikki
(5372) Bikki est un astéroïde de la ceinture principale.

## Description
(5372) Bikki est un astéroïde de la ceinture principale. Il fut découvert le 29 novembre 1987 à Kitami par Kin Endate et Kazurō Watanabe. Il présente une orbite caractérisée par un demi-grand axe de 3,08 UA, une excentricité de 0,08 et une inclinaison de 12,2° par rapport à l'écliptique.

## Compléments